# Xavier Molist
Xavier Molist Berga (Gerona, Cataluña; 6 de febrero de 1977), conocido futbolísticamente como Xavi Molist, Xevi Molist o simplemente Molist, es un exfutbolista y entrenador español que actualmente dirige a la Unió Esportiva Sant Andreu de la Segunda Federación de España.

## Trayectoria

### Como jugador
Es un trotamundos del fútbol, militando, hasta la fecha, en una docena de clubes distintos. Comenzó su carrera en el AEC Manlleu en Segunda División B, desde el cual daría el salto al FC Barcelona, primero jugando una temporada en el FC Barcelona C disputando algunos partidos con el FC Barcelona B, incluso jugando dos amistosos con el primer equipo del FC Barcelona  y perdiendo una final de la Copa Catalunya. Además de jugar y ganar la Copa del Rey juvenil en Zaragoza contra el Real Madrid. Después otras dos campañas más en el FC Barcelona B, primero en Segunda División y después en Segunda División B, logrando ascender otra vez a la Segunda División
De ahí fichó por el Neuchâtel Xamax FC de  Suiza, donde solo estuvo una temporada, jugando todos los partidos y haciendo una buena temporada clasificando al equipo para la Intertoto. Volvió a España para enrolarse en las filas del CD Logroñés de Segunda División, con el que descendería. La temporada siguiente, ficharía por un club de Segunda División B, el CE Sabadell y haciendo el playoff de ascenso a la Segunda División A, sin lograr ascender.
La temporada siguiente volvía a cambiar de club, volviendo a Segunda División al fichar por el CD Badajoz. Tras una primera temporada bastante buena tanto a nivel personal (8 goles) como colectivo (12ªposición), en la segunda su rendimiento ni el del equipo no fue el esperado y se marchaba al Nàstic de Tarragona  en la Segunda División B en el mercado de invierno, donde solo permanecería hasta acabar dicha campaña, haciendo muy buena temporada personal con 9 goles pero floja colectivamente.
En 2003 fichaba por el Terrassa FC, también de Segunda División donde estuvo una temporada y media, pues en el mercado de invierno de 2005 se marcha del equipo para fichar por el CD Castellón de Segunda División B, con el objetivo de ascender de categoría, objetivo que consigue.
No había militado más de dos temporadas en un mismo club hasta que fichó en el FC Cartagena donde estuvo tres temporadas. Llegó como fichaje estrella de la temporada 2005-06 junto a su compañero en el CD Castellón, Orlando Gutiérrez. Ese año el equipo fue campeón del Grupo IV de Segunda División B con una gran actuación de Molist, que metió 11 goles. Sin embargo no se consiguió el objetivo del ascenso, tras caer en una eliminatoria frente a la UD Vecindario, en la que Molist marcaría un gol en la ida (2-2 en el Municipal de Vecindario).
En la temporada 2006-07, Molist mejora sus números metiéndo 16 goles, sin embargo el equipo acaba 5º a 2 puntos de la promoción. En su última temporada en Cartagena, la 2007-08, tanto el rendimiento del equipo como el de Molist fueron inferiores a lo esperado, el equipo fue 8º y Molist solo marcó 7 goles. Sin embargo, en este tiempo, fue uno de los jugadores más queridos por la afición cartagenera que le apoyó hasta el final. En estas tres temporadas como albinegro, Xavi anotó la cifra de 35 goles. Sin tener en cuenta la totalidad del fútbol cartagenero, nacido en 1903 o la historia del club antecesor, el Cartagena FC fundado en 1919, y nos ceñimos a la historia del heredero FC Cartagena, el jugador se situaría entre los 10 máximos goleadores de la historia del mismo. 
En 2008 abandonaba Cartagena para fichar por el CF Badalona, también en Segunda División B. Sin embargo, debido a una rotura del tendón de Aquiles, no tiene continuidad y llega a estar 9 meses en el dique seco. Esto se traduce en un pobre bagaje goleador (4 goles en 46 partidos), lo que le obliga a hacer las maletas y volver a un club en el que ya estuvo, el Terrassa FC, que ahora está en Tercera División. Aquí parece haberse recuperado de sus lesiones y haber recuperado su mejor juego, marcando 9 goles en su primera temporada, cifra que ha superado en esta segunda con 15.
En febrero de 2013 el delantero abandona el Terrassa (Tercera, Grupo 5) por incompatibilidades de carácter laboral, se convierte en refuerzo del Horta (Primera División Catalana) donde juega una temporada y media con unos buenos registros. En mayo de 2014, pone punto final a su carrera como jugador para centrarse únicamente a su nueva faceta como Entrenador del Juvenil del mismo club.

### Como entrenador
Anterior a su retirada, Xavi compaginaba primero su cargo como jugador en el Terrassa FC y como entrenador de los cadetes del Hostalric. En su último club como jugador (la Unió Atlètica Horta), también compaginaba su desempeño como jugador del Primer Equipo y entrenador principal de su Juvenil A en categoría Preferente Catalana. Esa misma temporada fue el fin de Xavi como jugador ya que, según él, entrenaba Primer Equipo y Juvenil A a la vez y estaba más pendiente del entreno de su Juvenil que el suyo propio. 
Tras unas grandes campañas con el Juvenil A del Horta (quedaron a una posición de subir a Liga Nacional), Molist fue promocionado como entrenador del Primer Equipo de dicho club, llegando a entrenar a excompañeros suyos. La primera temporada (2015-16), queda cerca de lograr el ascenso a Tercera División, logrando playoff sin ascender. La siguiente temporada haría explotar a Xavi como entrenador llegando a lograr el ascenso a Tercera División como campeones de Liga en frente del FC Andorra.  
Tras el ascenso con el Horta, en verano de 2017, se hace cargo del banquillo del CE L’Hospitalet al que dirige durante dos temporadas en la Tercera División, llegando a playoff de ascenso a ambas, sin llegar a ascender. 
En la temporada 2019-20, se hace cargo del Terrassa FC de la Tercera División. Xavi logra grandes resultados en su primera temporada, logrando una 2ª posición antes del parón por COVID. Sin embargo, tras una mala racha en diciembre de 2020, sería destituido por Juanjo Garcia. 
El 1 de marzo de 2022, firma por la UE Sant Andreu para sustituir al destituido David Pirri. En sus primeros meses logra clasificar al equipo a playoff de ascenso (5º) a Segunda Federación, volviendo a caer eliminado en este caso contra la UE Olot. Para la temporada 2022-23, Xavi logra una segunda posición en liga regular escapándose el ascenso directo en el enfrentamiento directo entre Sant Andreu y el Europa (máximo rival) en un Narcís Sala lleno hasta la bandera. En dicho partido, el Sant Andreu se adelnata en una acción a balón parado pero el Europa, a quien le valía el empate, empataría el partido en la última jugada del partido, haciendo que el Sant Andreu se volviese a quedar sin ascenso directo. Sin embargo, el Sant Andreu lograría ascender en la eliminatoria contra la UD Salamanca en un partido épico marcado por la lluvia, la cual hizo retrasar 1 hora el encuentro. 
En la temporada 2023-24, hace su debut al frente del club del barrio barcelonés de Sant Andreu en la Segunda Federación de España. Debut con creces ya que llega a mantener al club en posiciones de playoff durante toda la temporada y muy alejado de los puestos de descenso (principal objetivo del club y la plantilla). Tal fue el éxito durante la temporada 23-24 que disputó el playoff de ascenso a Primer Federación contra el Zamora CF, llegando a ganar el partido de ida por 2-0, pero perdiendo en su visita a Zamora por 2-0 (en caso de empate, beneficia al mejor clasificado).
Clubes

### Como jugador
| Club                | País   | Años      | Partidos Jugados | Goles |
| ------------------- | ------ | --------- | ---------------- | ----- |
| AEC Manlleu         | España | 1994-1995 | 9                | 4     |
| FC Barcelona C      | España | 1995-1996 | 23               | 14    |
| FC Barcelona B      | España | 1995-1998 | 45               | 6     |
| Neuchâtel FC        | Suiza  | 1998-1999 | 35               | 12    |
| CD Logroñés         | España | 1999-2000 | 25               | 4     |
| CE Sabadell         | España | 2000-2001 | 38               | 11    |
| CD Badajoz          | España | 2001-2003 | 57               | 11    |
| Nàstic de Tarragona | España | 2003      | 17               | 9     |
| Terrassa FC         | España | 2003-2005 | 50               | 8     |
| CD Castellón        | España | 2005      | 24               | 7     |
| FC Cartagena        | España | 2005-2008 | 112              | 35    |
| CF Badalona         | España | 2008-2010 | 36               | 4     |
| Terrassa FC         | España | 2010-2013 | 76               | 24    |
| Unió Atlètica Horta | España | 2013-2014 | 44               | 20    |

### Como entrenador
| Club                       | País   | Años      |
| -------------------------- | ------ | --------- |
| CE L’Hospitalet            | España | 2017-2019 |
| Terrassa FC                | España | 2019-2020 |
| Unió Esportiva Sant Andreu | España | 2022-2025 |

- Campeón de la Copa del Rey juvenil de España 1994-95
- Ascenso a Segunda División con el FC Barcelona B la temporada 1997-98
- Ascenso a Segunda División con el CD Castellón la temporada 2004-05
- Campeón del Grupo IV de Segunda división B con FC Cartagena el la temporada 2005-2006.

- Datos: Q6169141